# Tour de Cologne 2015
La 99e édition du Tour de Cologne a eu lieu le 14 juin 2015. La course fait partie du calendrier UCI Europe Tour 2015 en catégorie 1.1.
L'épreuve a été remportée lors d'un sprint à cinq coureurs par le Belge Tom Boonen (Etixx-Quick Step) respectivement devant son compatriote Edward Theuns (Topsport Vlaanderen-Baloise) et l'Allemand Andreas Schillinger (Bora-Argon 18).
Pour les classements annexes, l'Allemand Christian Mager (Cult Energy) remporte le classement de la montagne tandis que Boonen gagne celui des sprints.

## Présentation

### Équipes
Classé en catégorie 1.1 de l'UCI Europe Tour, le Tour de Cologne est par conséquent ouvert aux WorldTeams dans la limite de 50 % des équipes participantes, aux équipes continentales professionnelles, aux équipes continentales et aux équipes nationales.
Vingt-et-unes équipes participent à ce Tour de Cologne - trois WorldTeams, six équipes continentales professionnelles et douze équipes continentales :
| UCI WorldTeams   | UCI WorldTeams | UCI WorldTeams |
| Nom de l'équipe  | Pays           | Code           |
| ---------------- | -------------- | -------------- |
| Etixx-Quick Step | Belgique       | EQS            |
| Giant-Alpecin    | Allemagne      | TGA            |
| Lotto NL-Jumbo   | Pays-Bas       | TLJ            |

| Équipes continentales professionnelles | Équipes continentales professionnelles | Équipes continentales professionnelles |
| Nom de l'équipe                        | Pays                                   | Code                                   |
| -------------------------------------- | -------------------------------------- | -------------------------------------- |
| Bora-Argon 18                          | Allemagne                              | BOA                                    |
| CCC Sprandi Polkowice                  | Pologne                                | CCC                                    |
| Cult Energy                            | Danemark                               | CLT                                    |
| MTN-Qhubeka                            | Afrique du Sud                         | MTN                                    |
| Roompot Oranje Peloton                 | Pays-Bas                               | ROP                                    |
| Topsport Vlaanderen-Baloise            | Belgique                               | TSV                                    |

| Équipes continentales | Équipes continentales | Équipes continentales |
| Nom de l'équipe       | Pays                  | Code                  |
| --------------------- | --------------------- | --------------------- |
| Bike Aid              | Allemagne             | BAI                   |
| Heizomat              | Allemagne             | THF                   |
| Kuota-Lotto           | Allemagne             | TKG                   |
| Leopard Development   | Luxembourg            | LDT                   |
| LKT Brandenburg       | Allemagne             | LKT                   |
| MLP Bergstrasse       | Allemagne             | TBJ                   |
| Rabobank Development  | Pays-Bas              | RDT                   |
| Rad-net Rose          | Allemagne             | RNR                   |
| Roth-Škoda            | Suisse                | ROT                   |
| Stölting              | Allemagne             | STG                   |
| Stuttgart             | Allemagne             | SGT                   |
| Vorarlberg            | Autriche              | VBG                   |

### Règlement de la course

#### Primes
Les vingt prix sont attribués suivant le barème de l'UCI,. Le total général des prix distribués est de 14 477 €.
| Position | 1er     | 2e      | 3e      | 4e    | 5e    | 6e    | 7e    | 8e    | 9e    | 10e à 20e |
| Prix     | 5 785 € | 2 895 € | 1 445 € | 715 € | 580 € | 433 € | 433 € | 287 € | 287 € | 147 €     |

## Classements

### Classement final
| Classement final | Classement final    | Classement final | Classement final            | Classement final  |
|                  | Coureur             | Pays             | Équipe                      | Temps             |
| ---------------- | ------------------- | ---------------- | --------------------------- | ----------------- |
| 1er              | Tom Boonen          | Belgique         | Etixx-Quick Step            | en 4 h 26 min 9 s |
| 2e               | Edward Theuns       | Belgique         | Topsport Vlaanderen-Baloise | + 0 s             |
| 3e               | Andreas Schillinger | Allemagne        | Bora-Argon 18               | + 0 s             |
| 4e               | Linus Gerdemann     | Allemagne        | Cult Energy                 | + 0 s             |
| 5e               | Nikolas Maes        | Belgique         | Etixx-Quick Step            | + 0 s             |
| 6e               | Marcel Kittel       | Allemagne        | Giant-Alpecin               | + 1 min 0 s       |
| 7e               | Andrea Pasqualon    | Italie           | Roth-Škoda                  | + 1 min 0 s       |
| 8e               | Shane Archbold      | Nouvelle-Zélande | Bora-Argon 18               | + 1 min 0 s       |
| 9e               | Yves Lampaert       | Belgique         | Etixx-Quick Step            | + 1 min 0 s       |
| 10e              | Alberto Cecchin     | Italie           | Roth-Škoda                  | + 1 min 0 s       |
| modifier         |                     |                  |                             |                   |

### Classements annexes
| Classement de la montagne | Classement de la montagne | Classement de la montagne | Classement de la montagne | Classement de la montagne |
| ------------------------- | ------------------------- | ------------------------- | ------------------------- | ------------------------- |
|                           | Coureur                   | Pays                      | Équipe                    | Point(s)                  |
| 1er                       | Christian Mager           | Allemagne                 | Cult Energy               | 14 points                 |
| 2e                        | Linus Gerdemann           | Allemagne                 | Cult Energy               | 13 pts                    |
| 3e                        | Youcef Reguigui           | Algérie                   | MTN-Qhubeka               | 9 pts                     |
| modifier                  |                           |                           |                           |                           |

| Classement des sprints | Classement des sprints | Classement des sprints | Classement des sprints      | Classement des sprints |
| ---------------------- | ---------------------- | ---------------------- | --------------------------- | ---------------------- |
|                        | Coureur                | Pays                   | Équipe                      | Point(s)               |
| 1er                    | Tom Boonen             | Belgique               | Etixx-Quick Step            | 7 points               |
| 2e                     | Edward Theuns          | Belgique               | Topsport Vlaanderen-Baloise | 7 pts                  |
| 3e                     | Nikolas Maes           | Belgique               | Etixx-Quick Step            | 5 pts                  |
| modifier               |                        |                        |                             |                        |

### UCI Europe Tour
Ce Tour de Cologne attribue des points pour l'UCI Europe Tour 2015, par équipes seulement aux coureurs des équipes continentales professionnelles et continentales, individuellement à tous les coureurs sauf ceux faisant partie d'une équipe ayant un label WorldTeam.
| Position,          | 1er | 2e | 3e | 4e | 5e | 6e | 7e | 8e | 9e | 10e | 11e | 12e |
| Classement général | 80  | 56 | 32 | 24 | 20 | 16 | 12 | 8  | 7  | 6   | 5   | 3   |

## Liste des participants
- Liste de départ complète

| Légende | Légende                                                                    | Légende | Légende                                                    |
| ------- | -------------------------------------------------------------------------- | ------- | ---------------------------------------------------------- |
| Num     | Dossard de départ porté par le coureur sur ce Tour de Cologne              | Pos     | Position à l'arrivée de la course                          |
|         | Indique un maillot de champion national ou mondial, suivi de sa spécialité | NP      | Indique un coureur qui n'a pas pris le départ de la course |
| AB      | Indique un coureur qui n'a pas terminé la course                           | HD      | Indique un coureur qui a terminé la course hors des délais |

| -                     | -       | -   |
| --------------------- | ------- | --- |
| Num                   | Coureur | Pos |
| 1                     |         |     |
| 2                     |         |     |
| 3                     |         |     |
| 4                     |         |     |
| 5                     |         |     |
| 6                     |         |     |
| 7                     |         |     |
| 8                     |         |     |
| Directeur sportif : - |         |     |

| Giant-Alpecin TGA                | Giant-Alpecin TGA        | Giant-Alpecin TGA |
| -------------------------------- | ------------------------ | ----------------- |
| Num                              | Coureur                  | Pos               |
| 11                               | Bert De Backer (BEL)     | 83e               |
| 12                               | Ji Cheng (CHN)           | AB                |
| 13                               | Marcel Kittel (GER)      | 6e                |
| 14                               | Fredrik Ludvigsson (SWE) | 72e               |
| 15                               | Tom Stamsnijder (NED)    | AB                |
| 16                               | Lars van der Haar (NED)  | 60e               |
| 17                               |                          |                   |
| 18                               | Zico Waeytens (BEL)      | 19e               |
| Directeur sportif : Aike Visbeek |                          |                   |

| Etixx-Quick Step EQS           | Etixx-Quick Step EQS           | Etixx-Quick Step EQS |
| ------------------------------ | ------------------------------ | -------------------- |
| Num                            | Coureur                        | Pos                  |
| 21                             | Yves Lampaert (BEL)            | 9e                   |
| 22                             | Nikolas Maes (BEL)             | 5e                   |
| 23                             | Gianni Meersman (BEL)          | 63e                  |
| 24                             | Tom Boonen (BEL)               | 1er                  |
| 25                             | Petr Vakoč (CZE)               | 66e                  |
| 26                             | Guillaume Van Keirsbulck (BEL) | AB                   |
| 27                             | Carlos Verona (ESP)            | AB                   |
| 28                             | Łukasz Wiśniowski (POL)        | 62e                  |
| Directeur sportif : Tom Steels |                                |                      |

| Lotto NL-Jumbo TLJ                | Lotto NL-Jumbo TLJ       | Lotto NL-Jumbo TLJ |
| --------------------------------- | ------------------------ | ------------------ |
| Num                               | Coureur                  | Pos                |
| 31                                | Moreno Hofland (NED)     | 73e                |
| 32                                |                          |                    |
| 33                                | Barry Markus (NED)       | AB                 |
| 34                                | Timo Roosen (NED)        | AB                 |
| 35                                | Rick Flens (NED)         | AB                 |
| 36                                | Maarten Tjallingii (NED) | 84e                |
| 37                                | Nick van der Lijke (NED) | 45e                |
| 38                                | Robert Wagner (GER)      | 87e                |
| Directeur sportif : Frans Maassen |                          |                    |

| -                     | -       | -   |
| --------------------- | ------- | --- |
| Num                   | Coureur | Pos |
| 41                    |         |     |
| 42                    |         |     |
| 43                    |         |     |
| 44                    |         |     |
| 45                    |         |     |
| 46                    |         |     |
| 47                    |         |     |
| 48                    |         |     |
| Directeur sportif : - |         |     |

| Bora-Argon 18 BOA                 | Bora-Argon 18 BOA         | Bora-Argon 18 BOA |
| --------------------------------- | ------------------------- | ----------------- |
| Num                               | Coureur                   | Pos               |
| 51                                | Shane Archbold (NZL)      | 8e                |
| 52                                | Phil Bauhaus (GER)        | AB                |
| 53                                | Cesare Benedetti (ITA)    | 55e               |
| 54                                | Michael Schwarzmann (GER) | 85e               |
| 55                                | Christoph Pfingsten (GER) | 36e               |
| 56                                | Andreas Schillinger (GER) | 3e                |
| 57                                | Daniel Schorn (AUT)       | 38e               |
| 58                                | Ralf Matzka (GER)         | 57e               |
| Directeur sportif : André Schulze |                           |                   |

| Topsport Vlaanderen-Baloise TSV       | Topsport Vlaanderen-Baloise TSV | Topsport Vlaanderen-Baloise TSV |
| ------------------------------------- | ------------------------------- | ------------------------------- |
| Num                                   | Coureur                         | Pos                             |
| 61                                    | Kenny De Ketele (BEL)           | 71e                             |
| 62                                    | Oliver Naesen (BEL)             | 16e                             |
| 63                                    | Jonas Rickaert (BEL)            | AB                              |
| 64                                    | Edward Theuns (BEL)             | 2e                              |
| 65                                    | Tim Declercq (BEL)              | 25e                             |
| 66                                    | Jef Van Meirhaeghe (BEL)        | 14e                             |
| 67                                    | Pieter Vanspeybrouck (BEL)      | 24e                             |
| 68                                    | Otto Vergaerde (BEL)            | 32e                             |
| Directeur sportif : Walter Planckaert |                                 |                                 |

| Cult Energy CLT                  | Cult Energy CLT                 | Cult Energy CLT |
| -------------------------------- | ------------------------------- | --------------- |
| Num                              | Coureur                         | Pos             |
| 71                               | Linus Gerdemann (GER)           | 4e              |
| 72                               | Alex Kirsch (LUX)               | AB              |
| 73                               | Christian Mager (GER)           | 88e             |
| 74                               | Rasmus Christian Quaade (DEN)   | NP              |
| 75                               | Michael Carbel Svendgaard (DEN) | 20e             |
| 76                               | Troels Vinther (DEN)            | 67e             |
| 77                               | Fabian Wegmann (GER)            | 29e             |
| 78                               |                                 |                 |
| Directeur sportif : Luke Roberts |                                 |                 |

| Roompot Oranje Peloton ROP               | Roompot Oranje Peloton ROP | Roompot Oranje Peloton ROP |
| ---------------------------------------- | -------------------------- | -------------------------- |
| Num                                      | Coureur                    | Pos                        |
| 81                                       | Berden de Vries (NED)      | 74e                        |
| 82                                       | Reinier Honig (NED)        | 77e                        |
| 83                                       | Michel Kreder (NED)        | 70e                        |
| 84                                       | Raymond Kreder (NED)       | 11e                        |
| 85                                       | Dylan Groenewegen (NED)    | 21e                        |
| 86                                       | Maurits Lammertink (NED)   | 78e                        |
| 87                                       | Huub Duyn (NED)            | 90e                        |
| 88                                       | Mike Terpstra (NED)        | 81e                        |
| Directeur sportif : Jean-Paul van Poppel |                            |                            |

| CCC Sprandi Polkowice CCC              | CCC Sprandi Polkowice CCC    | CCC Sprandi Polkowice CCC |
| -------------------------------------- | ---------------------------- | ------------------------- |
| Num                                    | Coureur                      | Pos                       |
| 91                                     |                              |                           |
| 92                                     | Christian Delle Stelle (ITA) | AB                        |
| 93                                     | Jakub Kaczmarek (POL)        | 48e                       |
| 94                                     | Eryk Latoń (POL)             | AB                        |
| 95                                     | Kamil Małecki (POL)          | AB                        |
| 96                                     |                              |                           |
| 97                                     | Michał Paluta (POL)          | 42e                       |
| 98                                     | Grzegorz Stępniak (POL)      | AB                        |
| Directeur sportif : Sławomir Błaszczyk |                              |                           |

| MTN-Qhubeka MTN                    | MTN-Qhubeka MTN          | MTN-Qhubeka MTN |
| ---------------------------------- | ------------------------ | --------------- |
| Num                                | Coureur                  | Pos             |
| 101                                | Gerald Ciolek (GER)      | 75e             |
| 102                                | Matthew Goss (AUS)       | 65e             |
| 103                                | Nicolas Dougall (RSA)    | 76e             |
| 104                                | Youcef Reguigui (ALG)    | 89e             |
| 105                                | Adrien Niyonshuti (RWA)  | 68e             |
| 106                                | Andreas Stauff (GER)     | AB              |
| 107                                | Jay Robert Thomson (RSA) | 37e             |
| 108                                | Natnael Berhane (ERI)    | 18e             |
| Directeur sportif : Alex Sans Vega |                          |                 |

| Stölting STG                    | Stölting STG          | Stölting STG |
| ------------------------------- | --------------------- | ------------ |
| Num                             | Coureur               | Pos          |
| 111                             | Moritz Backofen (GER) | AB           |
| 112                             | James Early (NZL)     | AB           |
| 113                             | Arne Egner (GER)      | AB           |
| 114                             | Thomas Koep (GER)     | AB           |
| 115                             | Jan Oelerich (GER)    | AB           |
| 116                             | Nils Politt (GER)     | 31e          |
| 117                             | Ole Quast (GER)       | AB           |
| 118                             | Jonas Tenbrock (GER)  | 44e          |
| Directeur sportif : Jochen Hahn |                       |              |

| Rad-net Rose RNR                 | Rad-net Rose RNR         | Rad-net Rose RNR |
| -------------------------------- | ------------------------ | ---------------- |
| Num                              | Coureur                  | Pos              |
| 121                              | Pascal Ackermann (GER)   | AB               |
| 122                              | Fabian Brintrup (GER)    | 82e              |
| 123                              | Felix Intra (GER)        | 58e              |
| 124                              | Jonas Koch (GER)         | 28e              |
| 125                              | Michel Koch (GER)        | AB               |
| 126                              | Marco Mathis (GER)       | AB               |
| 127                              | Joshua Stritzinger (GER) | AB               |
| 128                              | Henning Bommel (GER)     | 23e              |
| Directeur sportif : Ralf Grabsch |                          |                  |

| LKT Brandenburg LKT                   | LKT Brandenburg LKT  | LKT Brandenburg LKT |
| ------------------------------------- | -------------------- | ------------------- |
| Num                                   | Coureur              | Pos                 |
| 131                                   | Leon Berger (GER)    | AB                  |
| 132                                   | Christian Koch (GER) | AB                  |
| 133                                   |                      |                     |
| 134                                   |                      |                     |
| 135                                   | Leon Rohde (GER)     | 26e                 |
| 136                                   | Franz Schiewer (GER) | AB                  |
| 137                                   | Carl Soballa (GER)   | AB                  |
| 138                                   | Willi Willwohl (GER) | AB                  |
| Directeur sportif : Sebastian Deckert |                      |                     |

| Heizomat THF                          | Heizomat THF                | Heizomat THF |
| ------------------------------------- | --------------------------- | ------------ |
| Num                                   | Coureur                     | Pos          |
| 141                                   | Sascha Starker (GER)        | AB           |
| 142                                   | Benjamim Edmüller (GER)     | 53e          |
| 143                                   | Julien Essers (GER)         | AB           |
| 144                                   | Aaron Krauss (GER)          | AB           |
| 145                                   | Fabian Schormair (GER)      | 69e          |
| 146                                   | Gero Walbrül (GER)          | AB           |
| 147                                   | Laurin Winter (GER)         | 54e          |
| 148                                   | Philipp Zwingenberger (GER) | AB           |
| Directeur sportif : Markus Schleicher |                             |              |

| Kuota-Lotto TKG                    | Kuota-Lotto TKG             | Kuota-Lotto TKG |
| ---------------------------------- | --------------------------- | --------------- |
| Num                                | Coureur                     | Pos             |
| 151                                | Andre Benoit (GER)          | AB              |
| 152                                | Andreas Fliessgarten (GER)  | AB              |
| 153                                | Marcel Meisen (GER)         | 52e             |
| 154                                | Christopher Hatz (GER)      | AB              |
| 155                                | Tobias Knaup (GER)          | 59e             |
| 156                                | Robert Retschke (GER)       | 86e             |
| 157                                | Max Walscheid (GER)         | 40e             |
| 158                                | Daniel Westmattelmann (GER) | 79e             |
| Directeur sportif : Markus Felsing |                             |                 |

| Stuttgart SGT                      | Stuttgart SGT          | Stuttgart SGT |
| ---------------------------------- | ---------------------- | ------------- |
| Num                                | Coureur                | Pos           |
| 161                                | Arnold Fiek (GER)      | AB            |
| 162                                |                        |               |
| 163                                | Georg Loef (GER)       | AB            |
| 164                                | Florian Nowak (GER)    | 80e           |
| 165                                | Moritz Schaffner (GER) | NP            |
| 166                                | Julian Schulze (GER)   | AB            |
| 167                                | Max Walsleben (GER)    | AB            |
| 168                                | Johannes Weber (GER)   | 12e           |
| Directeur sportif : Luc Schuddinck |                        |               |

| MLP Bergstrasse TBJ             | MLP Bergstrasse TBJ     | MLP Bergstrasse TBJ |
| ------------------------------- | ----------------------- | ------------------- |
| Num                             | Coureur                 | Pos                 |
| 171                             | Kasper Asgreen (DEN)    | AB                  |
| 172                             | Jonas Barnick (GER)     | AB                  |
| 173                             |                         |                     |
| 174                             | Mike Egger (GER)        | 47e                 |
| 175                             | Moritz Fussnegger (GER) | AB                  |
| 176                             | John Mandrysch (GER)    | AB                  |
| 177                             | Eric Süssemilch (GER)   | 33e                 |
| 178                             | Max Wörner (GER)        | AB                  |
| Directeur sportif : Sven Krauss |                         |                     |

| Bike Aid BAI                      | Bike Aid BAI              | Bike Aid BAI |
| --------------------------------- | ------------------------- | ------------ |
| Num                               | Coureur                   | Pos          |
| 181                               | Meron Amanuel (ERI)       | AB           |
| 182                               | Kyle Buckosky (CAN)       | AB           |
| 183                               | Fabian Fritz (GER)        | AB           |
| 184                               | Mekseb Debesay (ERI)      | 34e          |
| 185                               | Nikodemus Holler (GER)    | 41e          |
| 186                               | Yannick Mayer (GER)       | 39e          |
| 187                               | Christoph Schweizer (GER) | AB           |
| 188                               |                           |              |
| Directeur sportif : Lutz Drehkopf |                           |              |

| Vorarlberg VBG                    | Vorarlberg VBG           | Vorarlberg VBG |
| --------------------------------- | ------------------------ | -------------- |
| Num                               | Coureur                  | Pos            |
| 191                               |                          |                |
| 192                               | Grischa Janorschke (GER) | 13e            |
| 193                               | Patrick Jäger (AUT)      | AB             |
| 194                               | Clément Koretzky (FRA)   | 35e            |
| 195                               | Lukas Meiler (GER)       | 61e            |
| 196                               | Manuel Schreiber (AUT)   | AB             |
| 197                               | Christoph Springer (GER) | AB             |
| 198                               | Nicolas Winter (SUI)     | NP             |
| Directeur sportif : Werner Salmen |                          |                |

| Leopard Development LDT               | Leopard Development LDT  | Leopard Development LDT |
| ------------------------------------- | ------------------------ | ----------------------- |
| Num                                   | Coureur                  | Pos                     |
| 201                                   | Jan Dieteren (GER)       | 27e                     |
| 202                                   | Kristian Haugaard (DEN)  | 30e                     |
| 203                                   | Marco König (GER)        | AB                      |
| 204                                   | Alexander Krieger (GER)  | 15e                     |
| 205                                   | Kevin Feiereisen (LUX)   | AB                      |
| 206                                   | Tom Wirtgen (LUX)        | 56e                     |
| 207                                   | Laurent Vanden Bak (BEL) | AB                      |
| 208                                   | Pit Schlechter (LUX)     | 64e                     |
| Directeur sportif : Florian Salzinger |                          |                         |

| Rabobank Development RDT             | Rabobank Development RDT | Rabobank Development RDT |
| ------------------------------------ | ------------------------ | ------------------------ |
| Num                                  | Coureur                  | Pos                      |
| 211                                  | Sam Oomen (NED)          | 49e                      |
| 212                                  | Cees Bol (NED)           | 43e                      |
| 213                                  | Stan Godrie (NED)        | AB                       |
| 214                                  | Piotr Havik (NED)        | AB                       |
| 215                                  | Joris Nieuwenhuis (NED)  | 50e                      |
| 216                                  | Antwan Tolhoek (NED)     | 51e                      |
| 217                                  | Peter Lenderink (NED)    | 46e                      |
| 218                                  | Jan Maas (NED)           | AB                       |
| Directeur sportif : Grischa Niermann |                          |                          |

| -                     | -       | -   |
| --------------------- | ------- | --- |
| Num                   | Coureur | Pos |
| 221                   |         |     |
| 222                   |         |     |
| 223                   |         |     |
| 224                   |         |     |
| 225                   |         |     |
| 226                   |         |     |
| 227                   |         |     |
| 228                   |         |     |
| Directeur sportif : - |         |     |

| Roth-Škoda ROT                       | Roth-Škoda ROT         | Roth-Škoda ROT |
| ------------------------------------ | ---------------------- | -------------- |
| Num                                  | Coureur                | Pos            |
| 231                                  | Alberto Cecchin (ITA)  | 10e            |
| 232                                  | Nico Brüngger (SUI)    | AB             |
| 233                                  | Silvan Dieterich (SUI) | AB             |
| 234                                  | Lukas Jaun (SUI)       | 17e            |
| 235                                  | Andrea Pasqualon (ITA) | 7e             |
| 236                                  | Dylan Page (SUI)       | 22e            |
| 237                                  | Giacomo Tomio (ITA)    | AB             |
| 238                                  | Andrea Vaccher (ITA)   | AB             |
| Directeur sportif : Mirco Lorenzetto |                        |                |